# 653 Berenike
653 Berenike eller 1907 BK är en asteroid i huvudbältet, som upptäcktes 27 november 1907 av den amerikanske astronomen Joel Hastings Metcalf i Taunton. Den har fått sitt namn efter den egyptiska drottningen Berenike II.
Asteroiden har en diameter på ungefär 49 kilometer och tillhör asteroidgruppen Eos.